# Lunda Sul (tỉnh)
Lunda Sul là một tỉnh của Angola, giáp biên giới với tỉnh Katanga của Cộng hòa Dân chủ Congo. Diện tích tỉnh này là 77.637 km² và dân số khoảng 125.000 người. Saurimo là tỉnh lỵ tỉnh này, các đô thị khác có Cacolo, Dala và Muconda. Vùng này có nhiều mỏ kim cương.